# Тситре
Тси́тре (эст. Tsitre) — деревня на севере Эстонии в волости Куусалу, уезд Харьюмаа. 

## География и описание
Расположена в 35 километрах к востоку от Таллина, у моря, на территории национального парка Лахемаа. Расстояние до волостного центра — посёлка Куусалу — 9 км. Высота над уровнем моря — 24 метра. 
На территории Тситре находилась летняя мыза Стенбоков — мыза Циттер, разрушенная в советское время.
Климат умеренный. Официальный язык — эстонский. Почтовый индекс — 74616.

## Население
По данным переписи населения 2021 года, в Тситре проживали 17 человек, из них 16 (94,1 %) — эстонцы.
Численность населения деревни Тситре:
| Год  | 1959 | 1970 | 1975 | 2000 | 2011 | 2021 |
| ---- | ---- | ---- | ---- | ---- | ---- | ---- |
| Чел. | 43   | ↘ 17 | ↘ 14 | ↗ 16 | ↗ 23 | ↘ 17 |

## История
В письменных источниках 1782 года упоминается Zitter (скотоводческая мыза), 1798 года — Sitter, 1923 года — Tsitri. В источниках 1900 года деревня упоминается как Циттер (Циттеръ), 1913 года — нем. Zitter.
В советское время деревня располагалась на землях совхоза «Кахала». В 1977–1997 годах Тситре была частью деревни Муукси. 

## Галерея

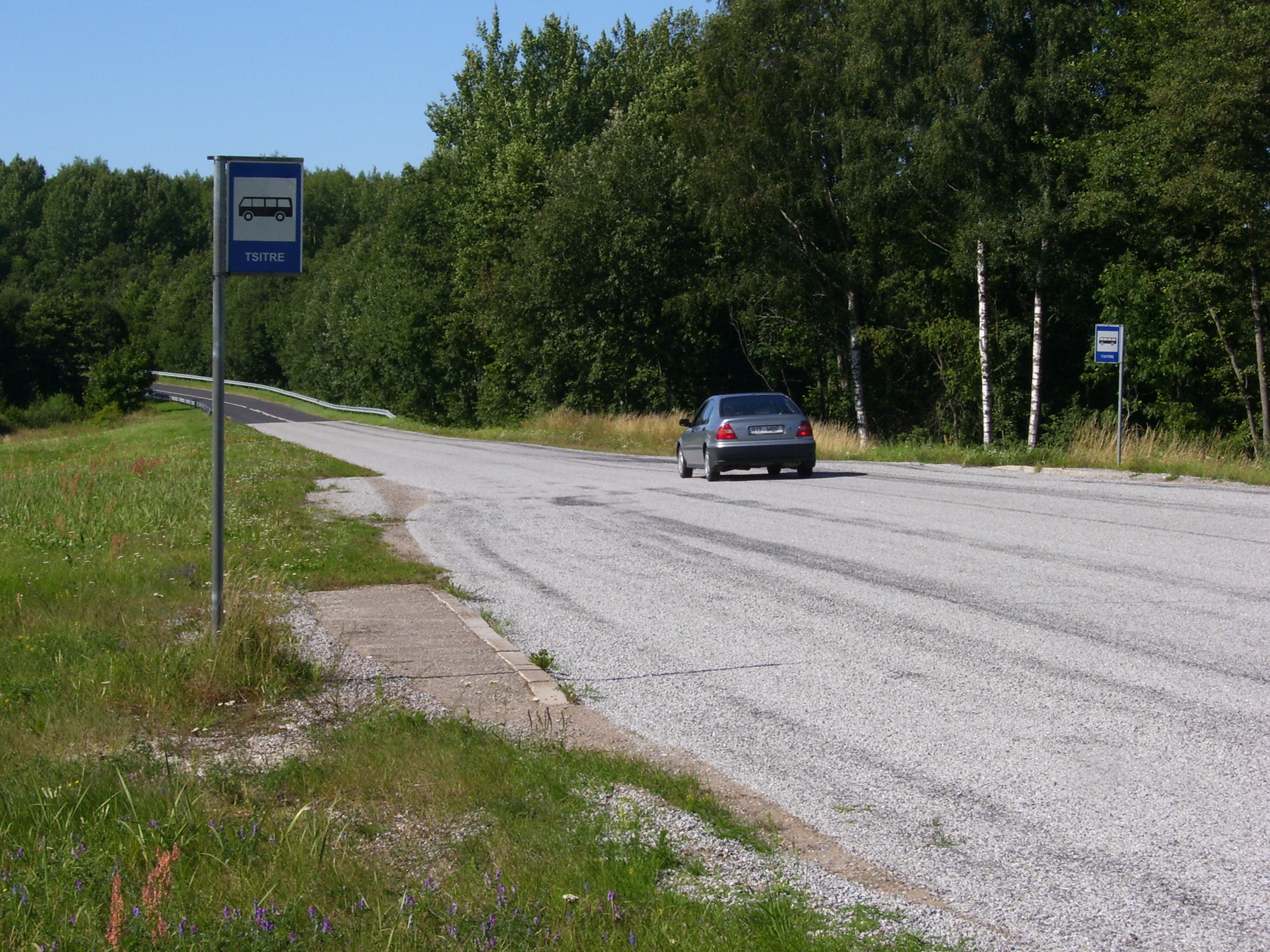
Автобусная остановка «Tsitre»
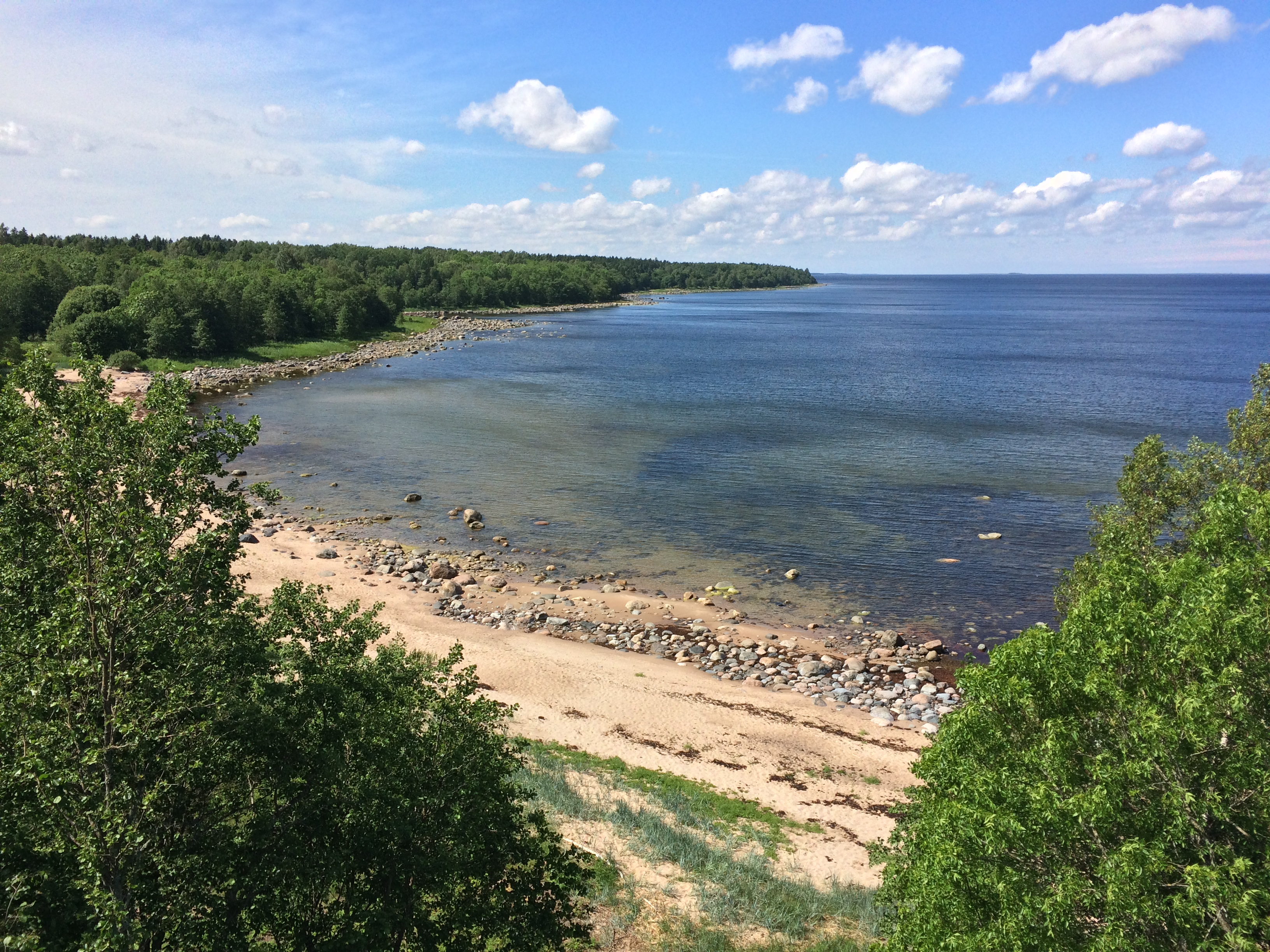
Пляж Тситре
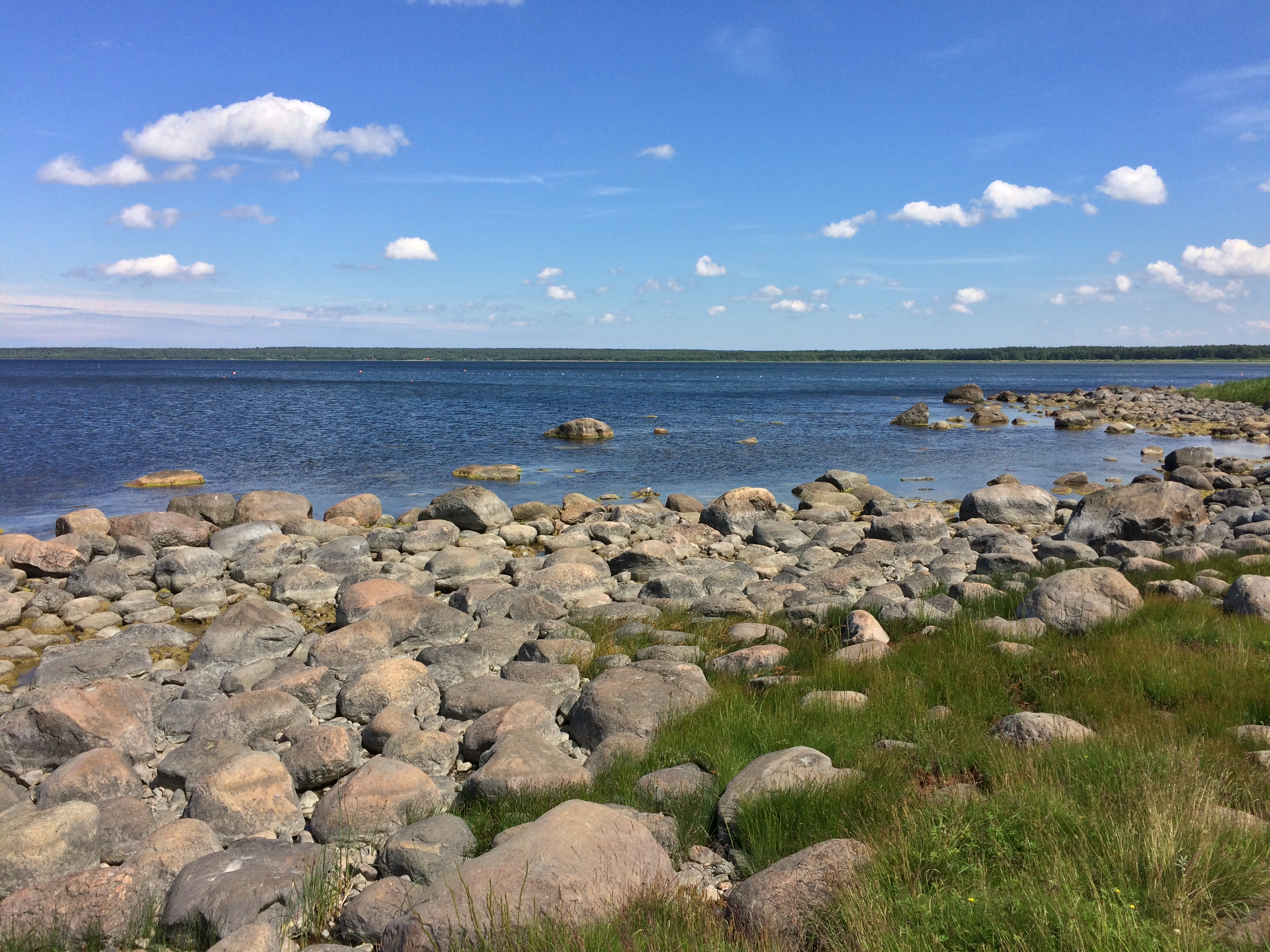
Побережье
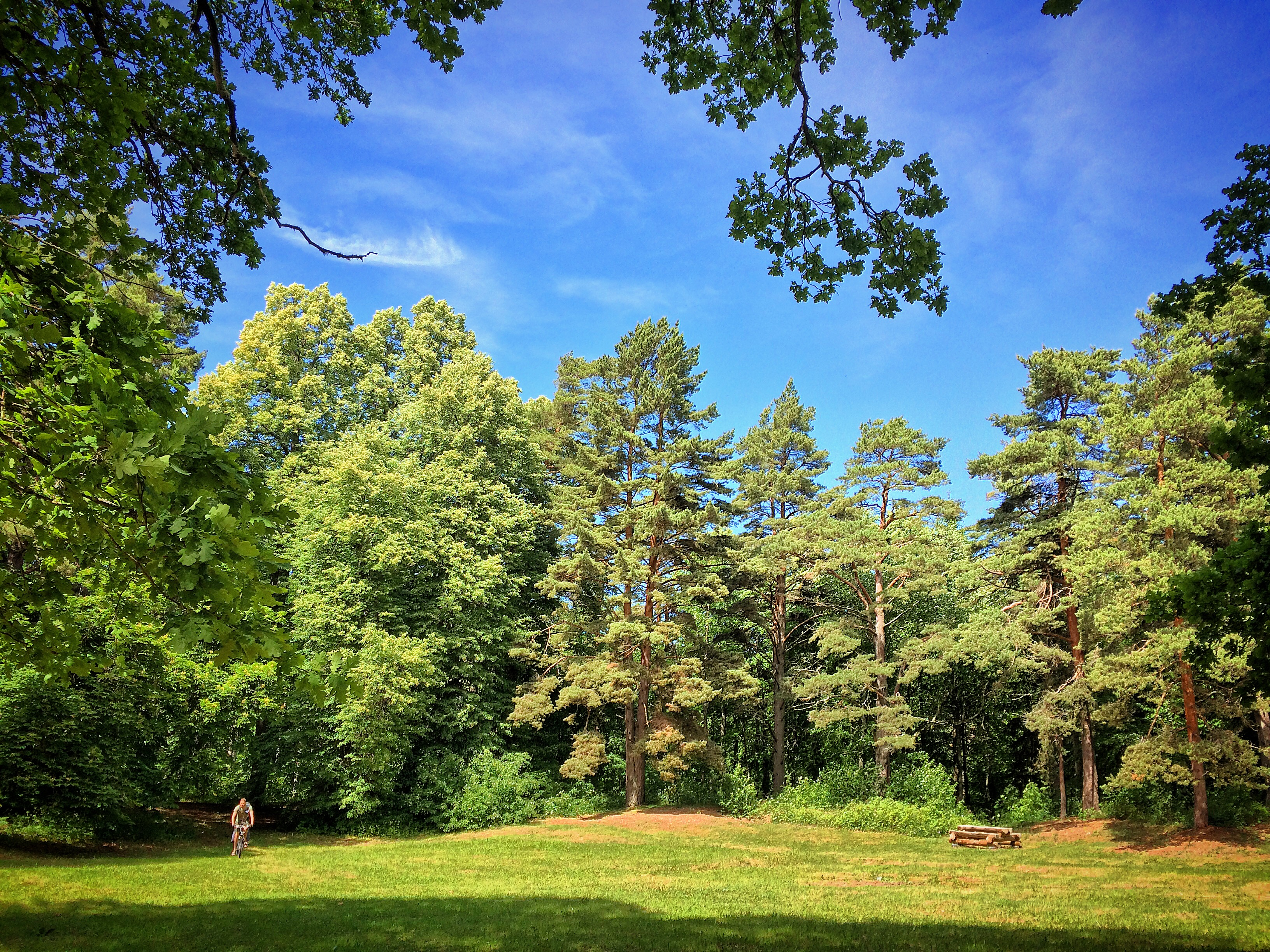
Лес на берегу моря
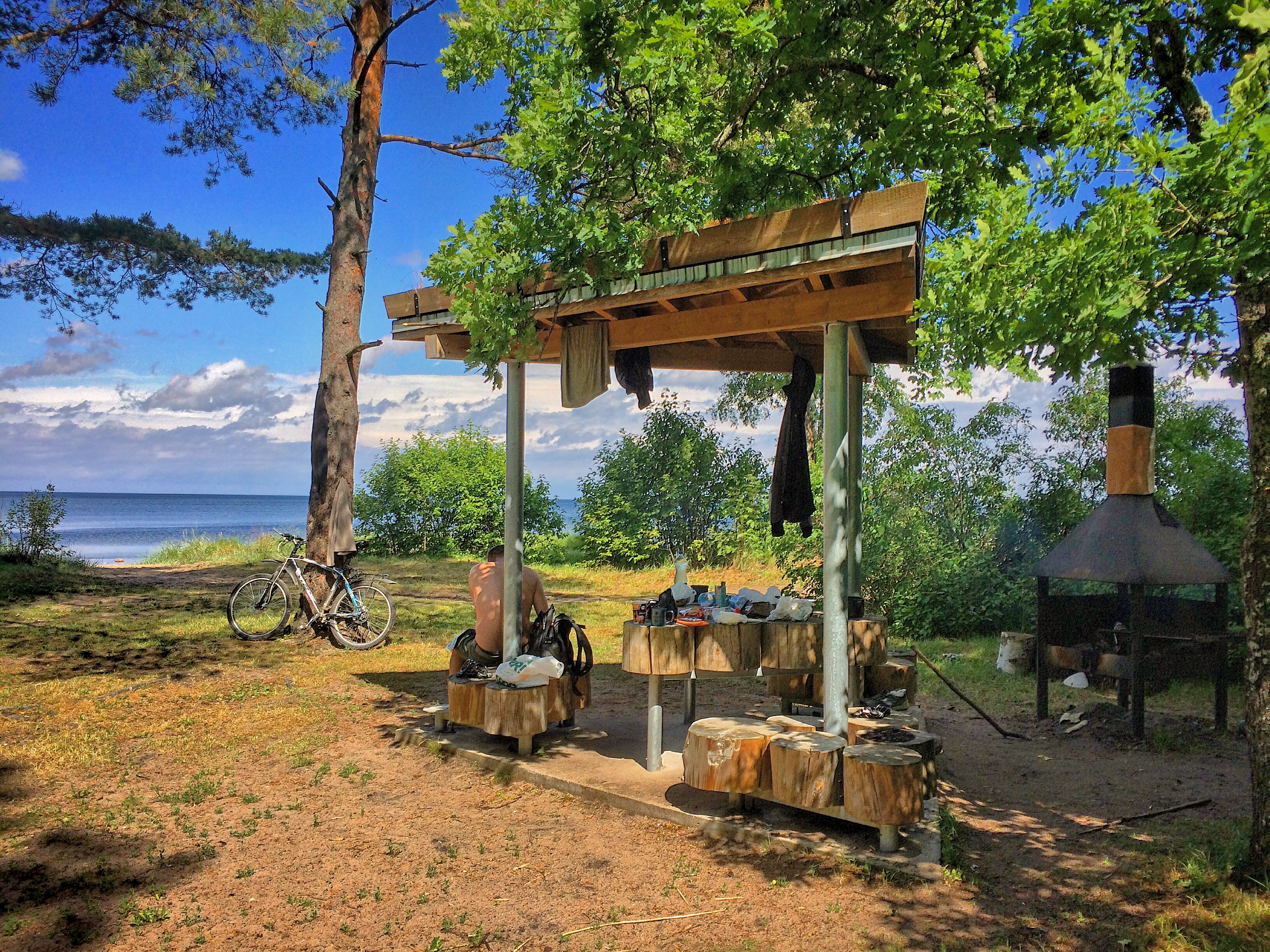
Оборудованное место отдыха у моря
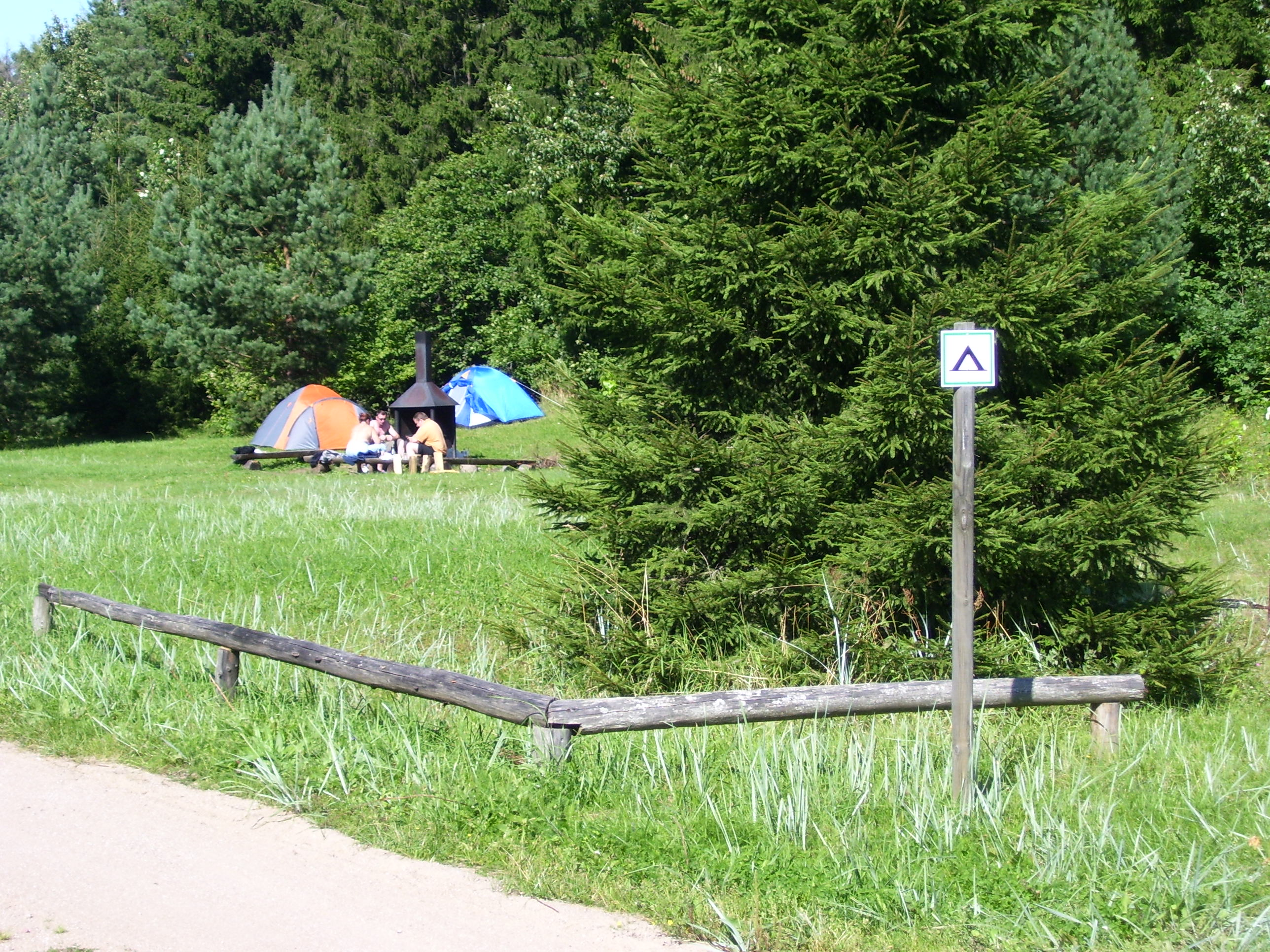
Место для палаточного городка
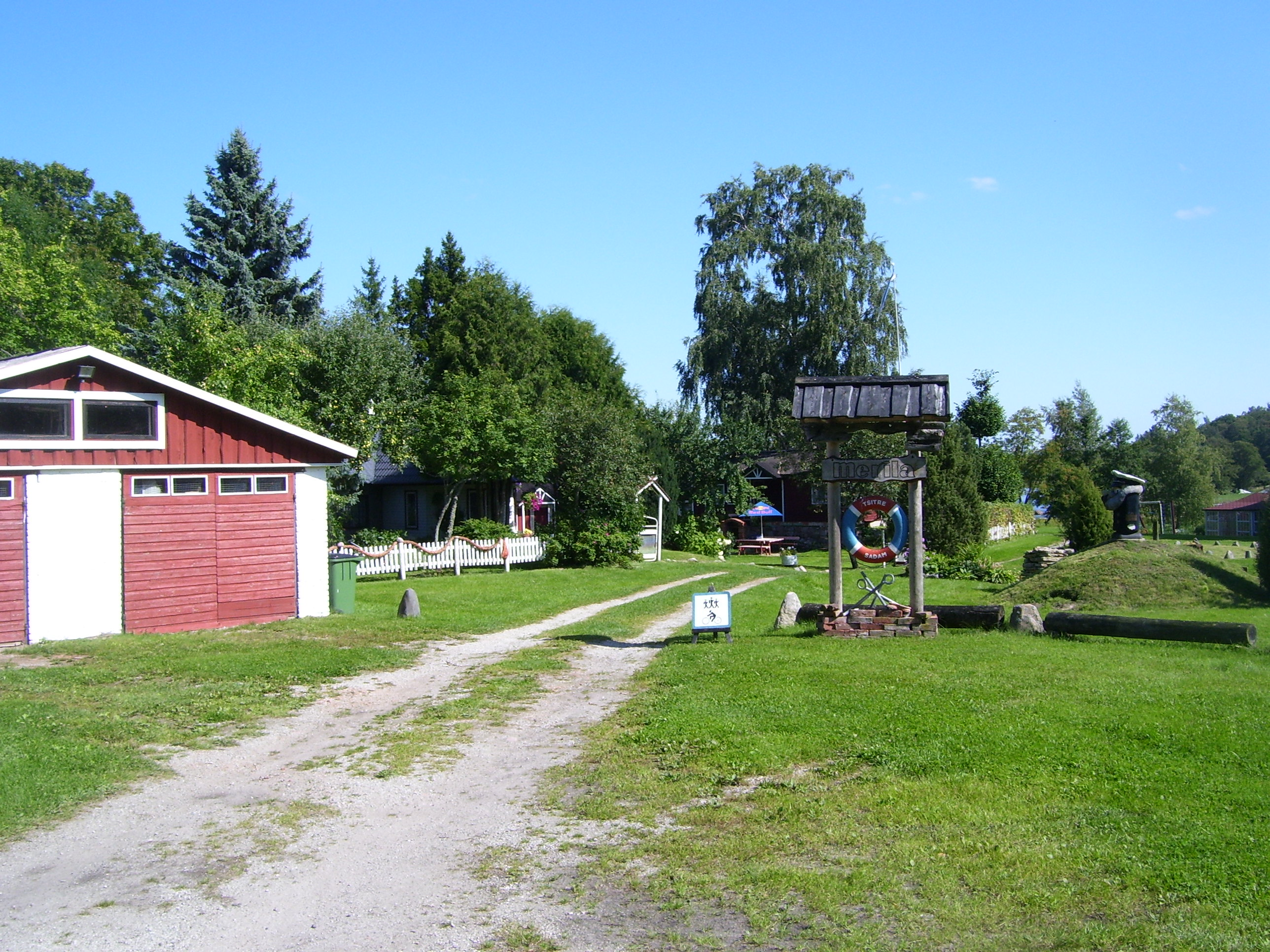
Туристический хутор Мерила
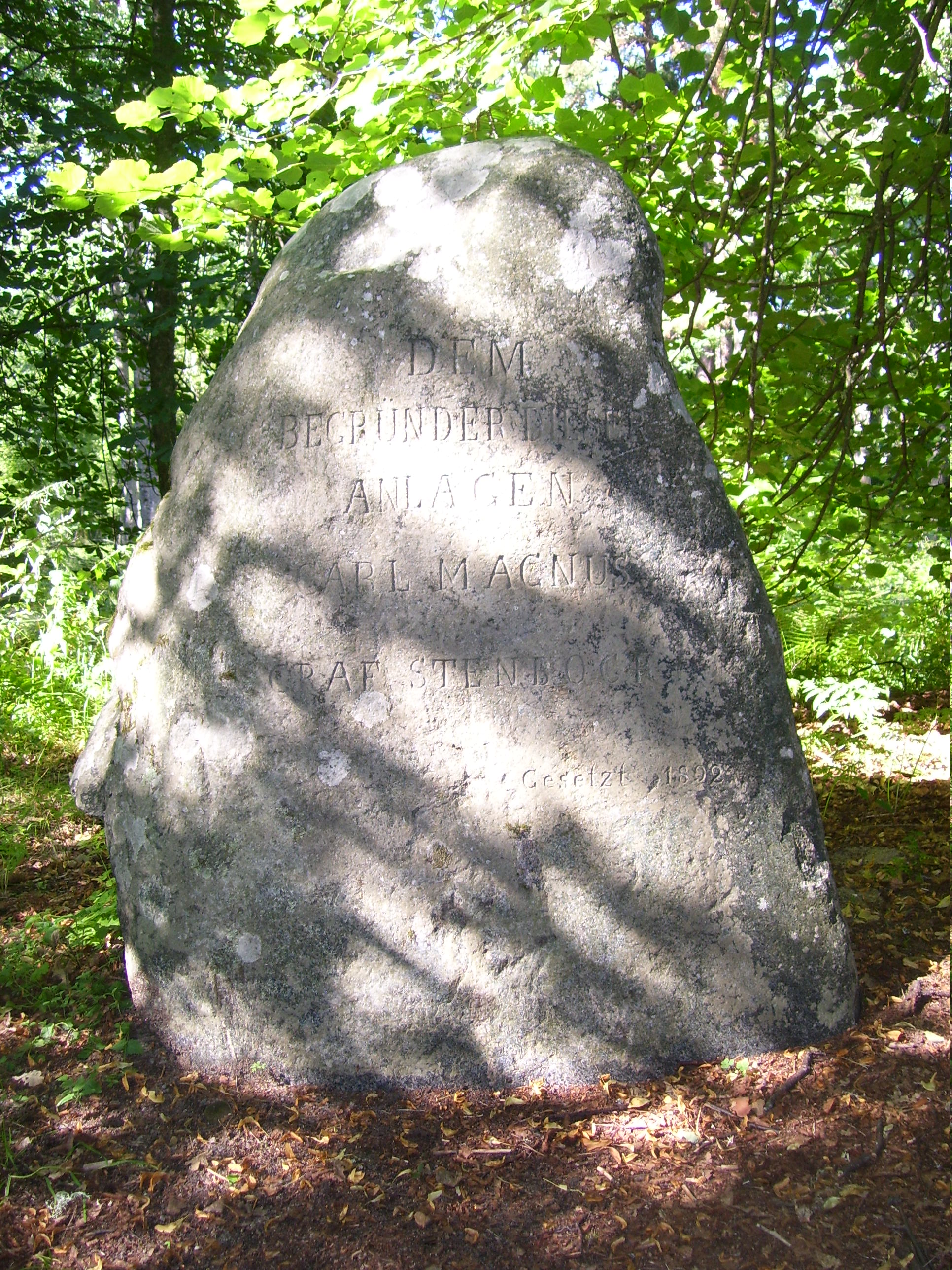
Памятный камень в честь Карла Магнуса Стенбока (1804–1885)